# Louder Than Love
Louder Than Love (рус. «Громче, чем любовь») — второй студийный альбом американской рок-группы Soundgarden, выпущенный 5 сентября 1989 года на лейбле A&M Records. После окончания турне в поддержку своего первого полноформатного студийного альбома Ultramega OK (1988) музыканты подписали контракт с лейблом A&M Records и приступили к работе над своим первым альбомом для мейджор-лейбла. Записывая этот диск, группа сделала шаг в сторону более бескомпромиссного гранжевого саунда с многочисленными металлическими элементами, многие композиции имеют необычные для того времени сигнатуры.
Из-за нецензурной лирики некоторых песен альбом получил рейтинг Parental Advisory. Louder Than Love стал первым диском группы, который попал в чарт Billboard 200. В поддержку альбома был организован тур по городам Северной Америки и Европы. Это последний альбом Soundgarden, в записи которого принимал участие оригинальный басист группы Хиро Ямамото.

## Об альбоме
Альбом был записан на сиэтлской студии London Bridge в период с декабря 1988 по январь 1989 года. Музыканты отправились в студию после окончания гастролей в поддержку их первого диска Ultramega OK. Продюсировать запись взялся Терри Дэйт, за микширование были ответственны Стив Томпсон и Майкл Бэрбайро. В ходе сессий бас-гитарист Ямамото стал отстраняться от остальных участников коллектива и разочаровываться в шоу-бизнесе. Крис Корнелл вспоминал: «В то время Хиро был эмоционально отстранён от команды, и во время сочинения музыки между нами отсутствовала былая химия». После окончания записи Ямамото покинул группу: «Он устал быть музыкантом. Ему не нравилось гастролировать. Его вклад в группу становился всё меньше и меньше. Ему не нравился уровень напряжения. Он хотел вернуться в колледж и продолжить занятия физикой». В конечном итоге вокалист стал автором семи песен из двенадцати. Кроме того, Корнелл отметил, что во время записи «было много беспокойства, гнева, чувства разочарования… но это не имеет никакого отношения к Терри, он был очень полезным». Вокалист подытожил, что в целом сессии были «очень полезным опытом».
Название альбома, по словам Корнелла, было своего рода насмешкой над хэви-металлической бравадой: «Louder Than Love — это такое заставляющее задуматься название. Металлические группы выбрали бы Louder Than Thunder или что-то в этом роде. А Louder Than Love, что такое Louder Than Love?» Ким Тайил сказал, что группа на самом деле хотела назвать альбом Louder Than Fuck. Дизайнер альбома Арт Чантри в книге 2009 года Grunge Is Dead: The Oral History of Seattle Rock Music вспоминал: «У них не было названия для пластинки. Мы говорили об этом и шутили, и я сказал: „Назовите её Louder Than Shit“. Они такие: „О, это отличное название!“ Я говорю: „Или нет... назовите ее Louder Than Fuck“ — „О, это здорово!“ И тут [менеджер Soundgarden] Сьюзан Сильвер говорит: „Моя группа никогда не выпустит пластинку со словом „Fuck“ в названии“. Вот откуда взялось Louder Than Love».
По поводу производства альбома Корнелл заявил, что группа попыталась избежать «продюсерских штампов 80-х». Также вокалист высказал своё мнение о звучании альбома в целом: «он был совсем чуть-чуть излишне отшлифованным, хотя я бы не стал менять на нём что-либо».
Стив Хьюи из Allmusic писал, что Soundgarden «сделали шаг в металлический мейнстрим, с медленными, тяжёлыми риффами в духе Black Sabbath/Led Zeppelin и высоким вокалом Корнелла». В этот период группа пыталась избежать ярлыка «хеви-метал», Ким Тайил заявлял, что «Soundgarden больше подвержена влиянию британских групп, таких как Killing Joke и Bauhaus». Корнелл отмечал: «звучание группы имеет достаточную скорость и металлические элементы для спид-метала, но мы — это хард-рок… быть может, нео-метал».
Некоторые из композиций имеют нетипичные музыкальные размеры. Например, «Get on the Snake» была записана в размере 9/4. «The Gun» отличается частым изменением темпа, особенно в середине песни. Большинство песен сыграно в пониженной настройке drop D (в которой самая низкая, шестая струна настроена ниже обычной стандартной настройки E на целый тон до D).

## Тексты песен
Корнелл говорил, что текст «Hands All Over» о том, как люди загрязняют окружающую среду, а «Full on Kevin’s Mom» о «моём друге, который переспал с матерью ещё одного моего друга». Парень, который сделал это, как-то сказал нам: «Я лежал полностью на мамаше Кевина». Первоначально лирика «I Awake» была частью записки, адресованной к Ямамото от его подруги Кейт Макдональд. В конце 1990-х, в интернете была распространена городская легенда сутью которой было то, что после сочинения музыки Ямамото написал несколько строчек для новой песни на задней стороне записки от Макдональд. Когда бас-гитарист отдал этот листок Корнеллу, Крис непроизвольно посмотрел на обратную сторону записки и подумал, что послание Макдональдс к Ямамото — это и есть текст песни.
По сравнению с предыдущей работой группы лирика содержала меньше материала в юмористическом ключе. Однако песня «Big Dumb Sex» была написана как пародия на глэм-метал группы 80-х, которые часто использовали метафоры секса в своих текстах. В песне множество раз используется слово «fuck», что стало причиной присуждения альбому «волчьего билета» Parental Advisory  от RIAA со штампом «нецензурная лексика».

## Список композиций
Все тексты написаны Крисом Корнеллом, за исключением «I Awake» от Кэйт Макдональд, вся музыка написана Корнеллом, за исключением отмеченной.
| №                   | Название              | Музыка              | Длительность |
| ------------------- | --------------------- | ------------------- | ------------ |
| 1.                  | «Ugly Truth»          |                     | 5:26         |
| 2.                  | «Hands All Over»      | Ким Тайил           | 6:00         |
| 3.                  | «Gun»                 |                     | 4:42         |
| 4.                  | «Power Trip»          | Хиро Ямамото        | 4:11         |
| 5.                  | «Get on the Snake»    | Тайил               | 3:44         |
| 6.                  | «Full on Kevin's Mom» |                     | 3:37         |
| 7.                  | «Loud Love»           |                     | 4:57         |
| 8.                  | «I Awake»             | Ямамото             | 4:21         |
| 9.                  | «No Wrong No Right»   | Ямамото             | 4:48         |
| 10.                 | «Uncovered»           |                     | 4:32         |
| 11.                 | «Big Dumb Sex»        |                     | 4:11         |
| 12.                 | «Full On (Reprise)»   |                     | 2:42         |
| Общая длительность: | Общая длительность:   | Общая длительность: | 53:15        |

Некоторые редкие издания альбома включают бонус-диск с 4 треками из мини-альбома Loudest Love. В интервью Rolling Stone Корнелл заявил, что Louder Than Love можно считать полностью цельным, когда на нём присутствуют последние 4 трека из Loudest Love вместе с оригинальными 12 песням. Крис сказал, что он хочет сделать переиздание альбома с теми 4 композициями из Loudest Love, что доведёт общее количество песен до 16.

## Участники записи
| Soundgarden: - Крис Корнелл – вокал, ритм-гитара - Мэтт Кэмерон – ударные - Ким Тайил – соло-гитара - Хиро Ямамото – бас-гитара | Продакшн: - Нельсон Эйерс, Джек Эндино, Стюарт Хэллерман – студийные ассистенты - Майкл Бэрбайро, Стив Томпсон – микширование - Арт Чэнтри – дизайн и художественное оформление - Терри Дэйт – продюсирование, звукоинженер - Майкл Левайн, Чарльз Питерсон – фотографии - Брюс Пэвитт – Third Eye/фото для обложки - Soundgarden – продюсирование - Хоуи Уайнберг – мастеринг |

## Хит-парады
| Чарт (1990)      | Высшая позиция |
| ---------------- | -------------- |
| US Billboard 200 | 108            |

| Чарт | Сингл            | UK высшая позиция |
| ---- | ---------------- | ----------------- |
| 1989 | «Loud Love»      | 87                |
| 1990 | «Hands All Over» | 82                |